# Michal Horáček

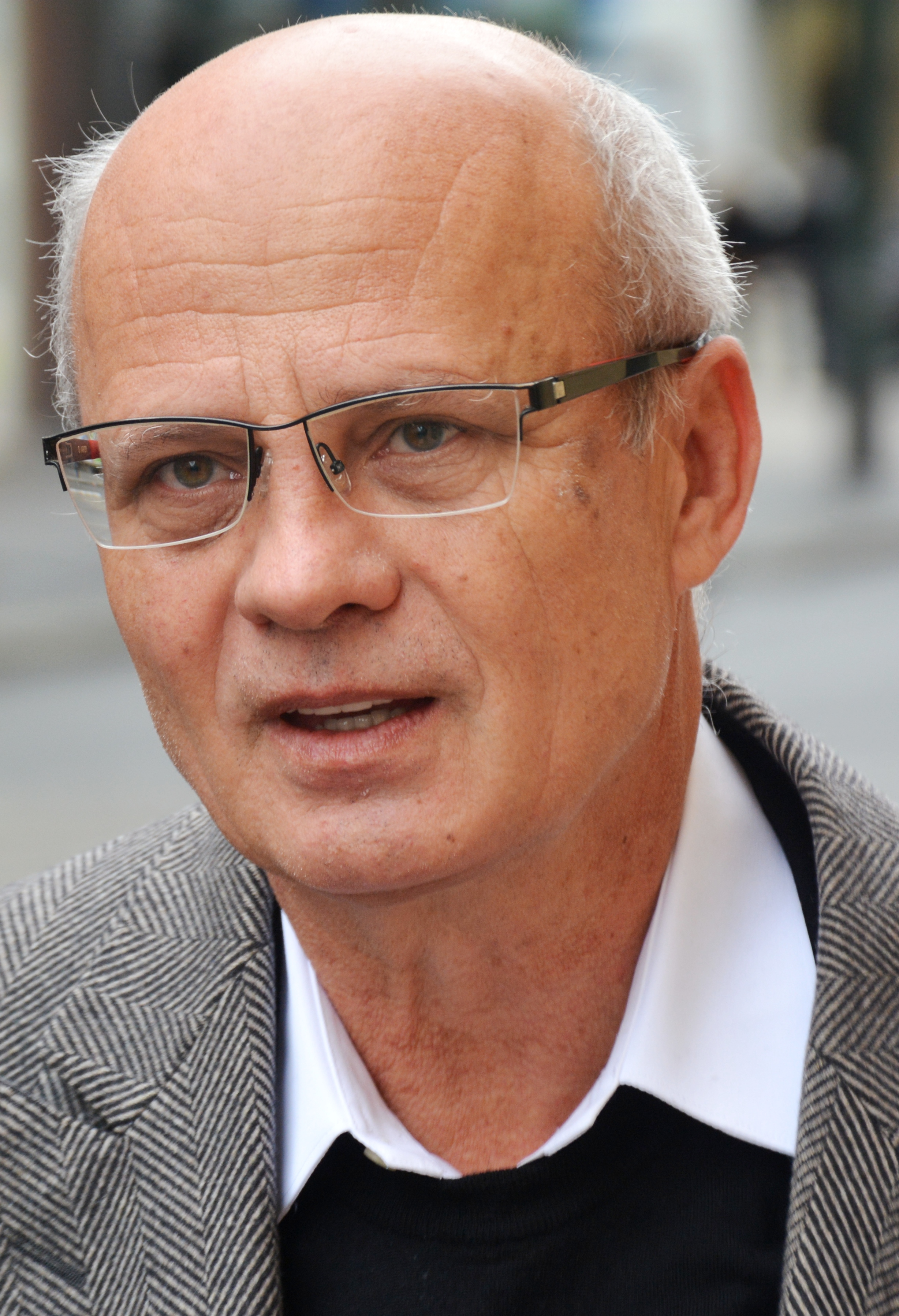
Michal Horáček (2016)

Michal Horáček (* 23. Juli 1952 in Prag) ist ein tschechischer Liedtexter und Musikproduzent.

## Leben
Seit 1986 arbeitete Horáček als Redakteur. Im Jahre 1990 gründete er die Firma Fortuna, sázková kancelář a.s., welche Wetten anbietet. Nach der Samtenen Revolution studierte er Sozialanthropologie (Ph.D. 2011).
Im November 2016 gab er bekannt, dass er bei den tschechischen Präsidentenwahlen 2018 kandidieren wolle. In der ersten Runde erreichte er mit 9,18 % den vierten Platz und schied damit aus.